# Коба Гурулі
Коба Гурулі (Гурулі Коба Елгуджович, 1930 р.н.) — грузинський скульптор, чеканщик 20 ст.

## Життєпис
- 1930 — народився в селі Кведа Сакара (Зестафонський р-н)
- 1939 — 1949 — навчання в школі (м. Зестафоні)
- 1951 —  1956 — навчання в Академії мистецтв (м. Тбілісі), скульптурний факультет
- 1958 — перша участь в міжнародних виставках з приводу Днів грузинської літератури та мистецтва в Росії (Москва) і в Польщі (Варшава) як скульптор
- 1961 — перехід до чеканки, що була відомим гузинським ремеслом з доби середньовіччя. Працює як з коштовними (золото, срібло, мельхіор), так і з дешевими металами і сплавами (мідь, латунь)
- 1961 — перші виставки як чеканщика (оклади видань, станкові і монументальні панно) в СРСР та міжнародних виставках
- 1965 — монументальне панно «Пісня Автанділа» для фоє театру музичної комедії ім. Васо Абашидзе (м. Тбілісі)
- 1966 — декоративні панно «Викрадення Медії» для океанського лайнеру «Шота Руставелі»
- 1968 — 1970  — міжнкародні виставки в ГДР, Югославії, Росії
- 1968  — монументальні панно для будівлі видавництва «Грузинська енциклопедія»
- 1970 — чергова персональна виставка творів за сприяння грузинського видавництва «Мерані»

## Вибрані твори
- скульптура «Гіго Габашвілі», дипломний твір
- скульптура «Революція 1905 р.»
- рельєф «Ти лоза виноградна», рельєф, метал
- монументальні панно «Пісня Автанділа» для фоє театру музичної комедії ім. Васо Абашидзе (м. Тбілісі)
- панно «Муза», рельєф
- панно «Дід грузин з глеком для вина», рельєф, метал, дерево
- панно «Марані», рельєф, метал, дерево
- декоративне панно «Прийшла осінь»
- декоративне панно «Жіночий торс вночі», рельєф, метал, дерево
- декоративне панно «Голова свана», рельєф, метал
- декоративне панно «Людина слуха музику космосу», рельєф, метал
- декоративне панно «Цариця Тамара», рельєф, метал
- декоративне панно «Пісня гір», рельєф, метал
- декоративне панно «Цар Давід IV Грузинський», рельєф, метал
- декоративне панно «Відкриття сванського скарбу», рельєф, метал
- декоративне панно «Спекотне літо», рельєф, метал
- декоративне панно «Паперові лелеки Хіросіми», рельєф, метал
- декоративне панно «Портрет Цацуні», рельєф, метал
- декоративне панно «Море кохання», рельєф, метал
- декоративне панно «Бенкет», рельєф, метал
- декоративне панно «Дівчина з квіткою», рельєф, метал
- декоративне панно «Молодий Шота Руставелі», рельєф, метал
- декоративне панно «Чекання», рельєф, метал
- декоративне панно «Жнива», рельєф, метал
- декоративне панно «Нікола з шашликом», рельєф, метал
- декоративне панно «Шота Руставелі», рельєф, метал, дерево
- декоративне панно «Музи́ка з волинкою», рельєф, метал
- декоративне панно «Жінка готує чурчхели», рельєф, метал
- декоративне панно «Осінь в Кахетії», рельєф, метал
- декоративне панно «Золоте Руно» для готелю «Егріса», рельєф, метал
- декоративне панно «Галактіон з квіткою персика», рельєф, метал
- декоративне панно «Світанок в Насакіралі», рельєф, метал
- декоративне панно «Шота Руставелі і тигр», рельєф, метал